# La Bélgica
La Bélgica ist eine Landstadt im Departamento Santa Cruz im Tiefland des südamerikanischen Anden-Staates Bolivien.

## Lage
La Bélgica ist der zentrale Ort des Municipios Colpa Bélgica in der Provinz Sara. Die Stadt liegt auf einer Höhe von 359 m am linken Ufer des Río Piraí, 32 Kilometer oberhalb der Mündung des Río Guendá nahe Portachuelo.

## Geographie
La Bélgica liegt im tropischen Feuchtklima vor dem Ostrand der Anden-Gebirgskette der Cordillera Oriental. Die Region war vor der Kolonisierung von tropischem Feuchtwald bedeckt, ist heute aber größtenteils Kulturland.
Die mittlere Durchschnittstemperatur der Region liegt bei knapp 24 °C (siehe Klimadiagramm Warnes), die Monatswerte schwanken zwischen 20 °C im Juni/Juli und 26 °C von November bis Februar. Der Jahresniederschlag beträgt etwa 1300 mm, die Monatsniederschläge sind ergiebig und liegen zwischen 35 mm im August und 200 mm im Januar.

## Verkehrsnetz
La Bélgica liegt in einer Entfernung von 37 Straßenkilometern nördlich von Santa Cruz, der Hauptstadt des Departamentos.
Von Santa Cruz aus führt die Nationalstraße Ruta 4 in nördlicher Richtung dreißig Kilometer nach Warnes. Zwei Kilometer vor Warnes führt eine Landstraße sechs Kilometer in westlicher Richtung zum Río Piraí. Nach Überqueren der Piraí-Brücke führt eine Straßenverbindung nach Süden, die nach drei Kilometern La Bélgica erreicht.

## Bevölkerung
Die Einwohnerzahl der Ortschaft ist in den vergangenen beiden Jahrzehnten relativ konstant geblieben:
| Jahr | Einwohner | Quelle       |
| ---- | --------- | ------------ |
| 1992 | 4615      | Volkszählung |
| 2001 | 5031      | Volkszählung |
| 2012 | 4575      | Volkszählung |
| 2024 |           | Volkszählung |

Aufgrund der Besiedlungsgeschichte weist die Region nur einen geringen Anteil an indigener Bevölkerung auf. Größten Anteil im Municipio Colpa Bélgica hat die Quechua-Bevölkerung, 12,2 Prozent der Bevölkerung sprechen Quechua.